# Cantón de Frontenay-Rohan-Rohan
El cantón de Frontenay-Rohan-Rohan es una división administrativa francesa, situada en el departamento de Deux-Sèvres y la región de Poitou-Charentes.

## Geografía
El cantón está organizado alrededor de Frontenay-Rohan-Rohan dentro del Distrito de Niort. Su altura media es de 19 m yendo de los 0 de Le Vanneau-Irleau a los 56 de Vallans.

## Composición
El cantón lo componen un grupo de 9 comunas y cuenta con 10.317 habitantes (población legal en 2006).
- Amuré
- Arçais
- Bessines
- Épannes
- Frontenay-Rohan-Rohan
- Saint-Symphorien
- Sansais
- Vallans
- Le Vanneau-Irleau

- Datos: Q180495